# Laguna Sterea
La laguna Sterea es una laguna ubicada en el departamento Río Chico, provincia de Santa Cruz, Argentina. Pertenece a la cuenca del río Mayer, tribitario del lago O'Higgins/San Martín (perteneciente a la vertiente del Pacífico.

## Características
La laguna ocupa el centro de una depresión entre la meseta Carbón (a menudo llamada Meseta de la Muerte) en el sur y las montañas del Monte Tetris, al norte.
Hacia el oeste de la depresión, se abre el valle del río Mayer, mientras que en el este comienza la vasta meseta patagónica. El lago Quiroga está alejado a sólo 22 kilómetros al este-sureste, y en donde comienza la meseta del lago Strobel, con cientos de lagunas de agua dulce y salada.
La laguna está rodeada al sur por la ruta provincial 80, que conecta al este con la Ruta Nacional 40.
Su efluente, el corto río Sterea, confluye en el río Ñires, que a su vez fluye en el río Mayer. En Chile, el río Mayer se une el brazo noreste del lago San Martín / O'Higgins afluente del río Pascua.